# Liste der Monuments historiques in Truchtersheim
Die Liste der Monuments historiques in Truchtersheim führt die Monuments historiques in der französischen Gemeinde Truchtersheim auf.

## Liste der Objekte
| Bezeichnung                                          | Beschreibung                                                                                             | Standort                                  | Kennzeichnung | Schutzstatus | Datum | Bild           |
| ---------------------------------------------------- | --- | ----------------------------------------- | ------------- | ------------ | ----- | -------------- |
| Drei Skulpturen: Madonna mit Kind, Petrus und Paulus | Holz, farbig gefasst und vergoldet, 16. Jahrhundert                                                      | in der Kirche St-Pierre-et-St-Paul (Lage) | PM67000413    | Classé       | 1997  |                |
| Hauptaltar                                           | Altartisch, Retabel und Gemälde; Holz, farbig gefasst und vergoldet, sowie Ölfarbe auf Leinwand, um 1750 | in der Kirche St-Pierre-et-St-Paul (Lage) | PM67001517    | Inscrit      | 2003  | weitere Bilder |
| Kreuzigungsaltar                                     | Holz, farbig gefasst und vergoldet, sowie Ölfarbe auf Leinwand, 1750                                     | in der Kirche St-Pierre-et-St-Paul (Lage) | PM67001518    | Inscrit      | 2003  | weitere Bilder |